# Burgårdens gymnasium
Burgårdens gymnasium är en kommunal gymnasieskola i Göteborg med främst yrkesinriktade program. Burgården har sex olika nationella program med flera olika inriktningar: barn- och fritid, hantverk,  naturbruk , vård- och omsorg, samt naturvetenskap och samhällsvetenskap på de två enheterna Lärcentrum och AST-enheten. Dessutom finns introduktionsprogrammet där elever läser upp grundskolebetygen.

## Program

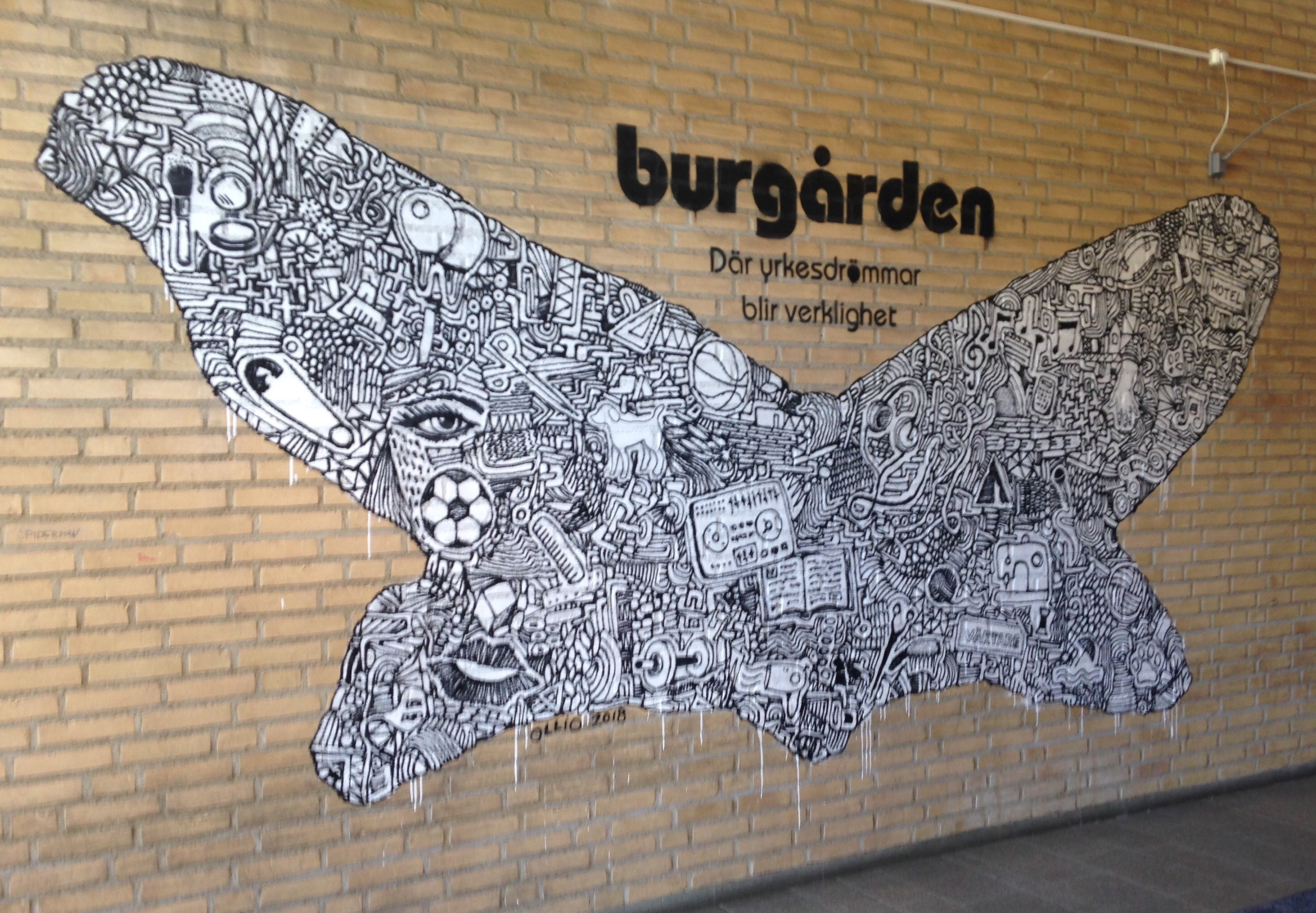
Väggmålning av konstnären Ollio med Burgårdens logotyp och devis ("där yrkesdrömmar blir verklighet"), målad på Burgårdens dag den 24 maj 2018.

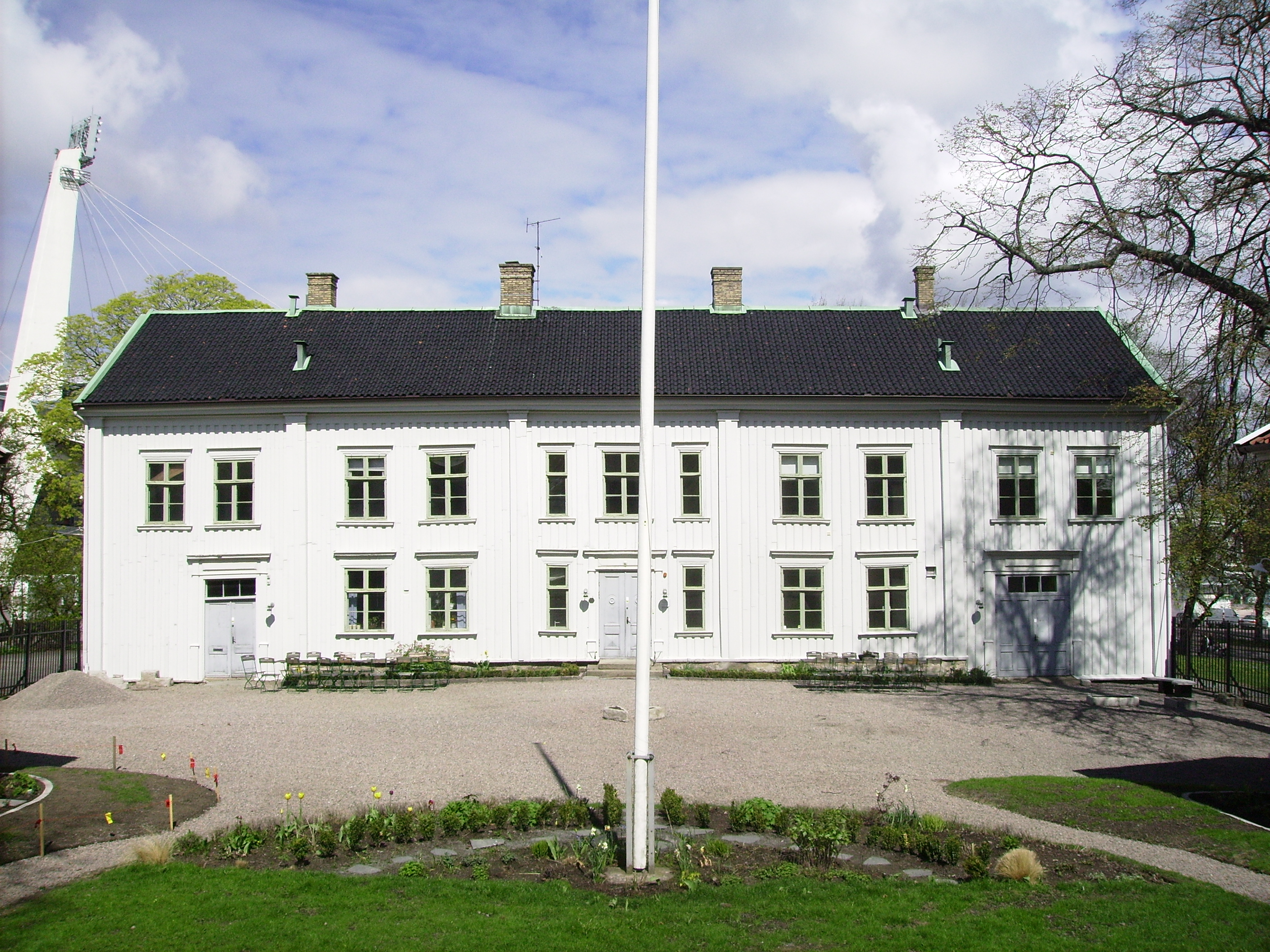
Landeriet Stora Katrinelund där Burgårdens gymnasiums naturbruksundervisning bedrivs.

Burgårdens sex nationella program med olika inriktningar är följande:
Barn- och fritidsprogrammet
- Barnskötare och elevassistent
- Stöd och service inom funktionshinderområdet

Hantverksprogrammet
- Fashion design
- Frisör
- Hår- och makeupstylist
- Barberare

Introduktionsprogrammet
- Individuellt alternativ
- Preparandutbildning
- Programinriktat individuellt val
- Språkintroduktion
- Yrkesintroduktion

Naturbruksprogrammet
- Hund och djurvård
- Djurens hälso- och sjukvård

Naturvetenskapsprogrammet
- Naturvetenskap

Samhällsvetenskapsprogrammet
- Beteendevetenskap

Vård- och Omsorgsprogrammet

## Lokaler och konst

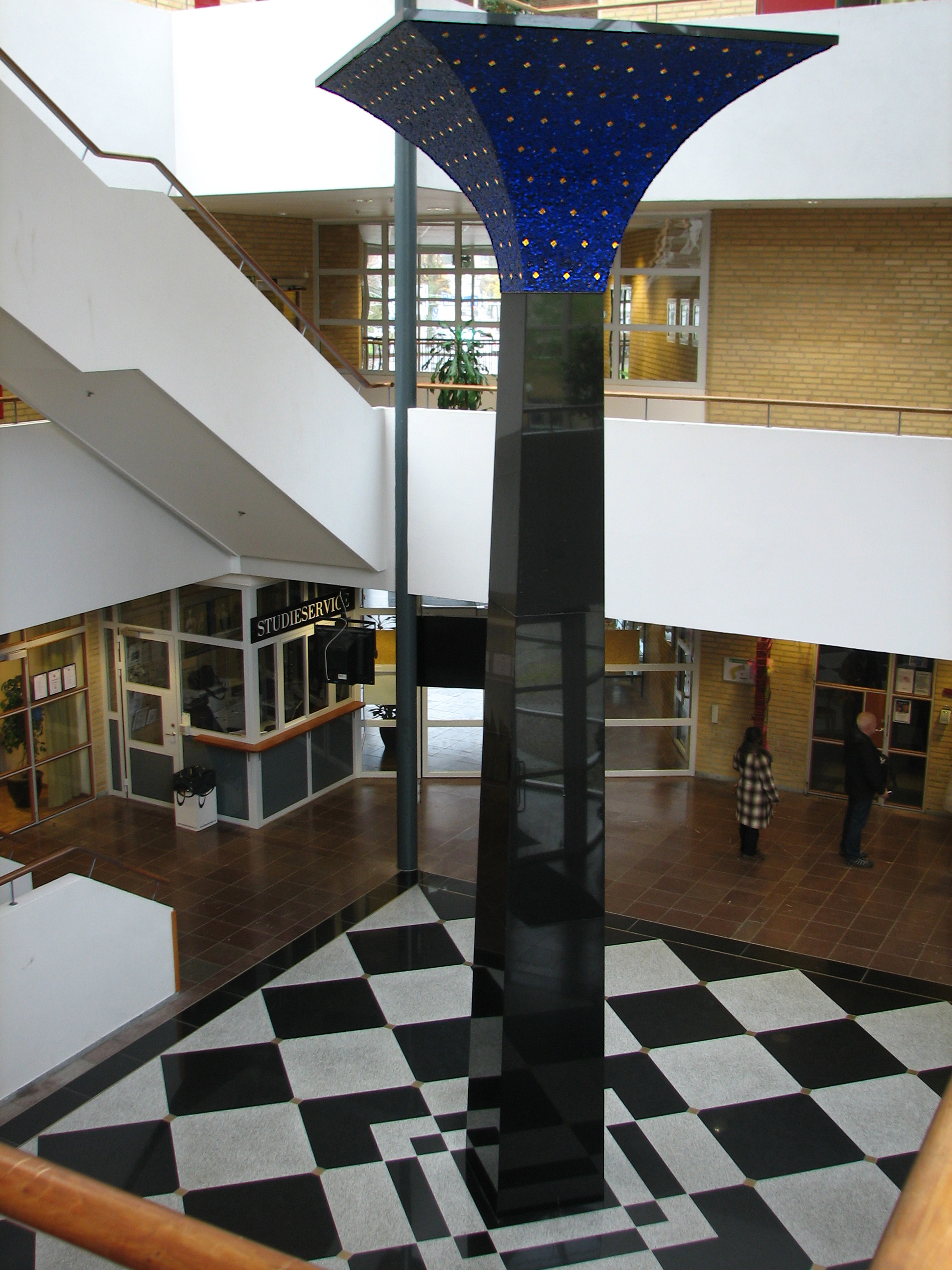
Del av skulpturen Mut i Burgårdens gymnasium

Större delen av Burgårdens gymnasium ligger vid Skånegatan, mittemot Scandinavium i centrala Göteborg, men naturbruksprogrammet (tidigare August Kobbs gymnasium) håller till på landeriet Stora Katrinelund i andra änden av Burgårdsparken. I samma byggnad som Burgårdens gymnasium finns även Göteborgs kommuns utbildningsförvaltning, vuxenutbildning inom naturbruk och restaurang samt Burgårdens gymnasiesärskola. I Burgårdens C-hus (tidigare Munkebäcksgymnasiet) delar Burgården lokaler med en förskola och Bernadottegymnasiet.
Framför huvudentrén står konstverket Mut i form av en hög pelare med en pendang innanför entrén. I entrén finns en muralmålning av graffitikonstnären Ollio. I Burgårdens aula finns en stor muralmålning utförd av Albin Amelin.

## Historia
Namnet Burgården härstammar från holländaren Johan (Jan) de Buur som flyttade till Göteborg vid stadens grundläggning i början av 1600-talet. De äldsta delarna av Burgården (B-huset, aulan och biblioteket) byggdes år 1938 för att ge nya lokaler åt Göteborgs kommunala mellanskola. Den nyare delen gentemot Skånegatan (A-huset) byggdes på 1990-talet. Burgårdens gymnasium kallades tidigare Burgårdens utbildningscentrum, men bytte namn år 2018.